# Erannis coloradata
Erannis coloradata là một loài bướm đêm trong họ Geometridae.